# Abrechs
Abrechs is een geslacht oorspronkelijk afkomstig uit het Westerwald in Duitsland dat in Nederland vele predikanten en enkele hoogleraren en bestuurders voortbracht. Het geslacht Abrechs werd eind 19de eeuw opgenomen in het Stam- en Wapenboek van A.A. Vorsterman van Oijen.    

## Enkele telgen
- Johan Pieter Abrechs (1657-?) baljuw te Homburg, later te Braunfels, stamvader van het geslacht Abrechs
  - Frederik Lodewijk Abrechs (1699-1782) student te Herborn, later te Utrecht, rector latijnse school te Middelburg, hierna hoogleraar te Zwolle
    - Petrus Abrechs (1736-1812) predikant te Ingen, Hein en Dodewaard, Hoorn en tot slot in Groningen waar hij hoogleraar werd in de theologie
      - mr. Jeremias Frederik Abrechs (1745-1805) lid van de gemeenteraad van Zwolle
        - Frederik Lodewijk Abrechs (1772-1856) predikant te IJsselstein
          - Frederik Johannes Abrechs (1782-1831) predikant te Finsterwolde
            - mr. Frans Isaak Abrechs (1783-1852) burgemeester en notaris te Zuidhorn
              - Jeremias Frederik Lodewijk Abrechs (1814-1855) predikant te Middelburg
                - ds. Johannes Abrechs (1822-1897) predikant te Muntendam
                  - Cornelis Van Weerden Abrechs, predikant te Nieuw-Scheemda